# Hugh Montgomery
Hugh Lowell Montgomery (Muncie, 26 agosto 1944) è un matematico statunitense, conosciuto per i suoi contributi nella teoria dei numeri analitica e nell'analisi matematica.

## Biografia
Nel 1972 ha conseguito il Ph.D. in matematica all'Università di Cambridge, sotto la supervisione di Harold Davenport. Attualmente insegna all'Università del Michigan.
È principalmente noto per la pair correlation conjecture, una congettura riguardante la correlazione tra gli zeri della funzione zeta di Riemann, per il suo sviluppo del crivello largo e per aver scritto, insieme a Ivan M. Niven e Herbert Zuckerman, il libro An Introduction to the Theory of Numbers, uno dei più diffusi testi introduttivi alla teoria dei numeri.

## Opere
- (EN) H. L. Montgomery, I. Niven e H. S. Zuckerman, An Introduction to the Theory of Numbers, 5ª ed., Wiley, 1991, ISBN 0-471-62546-9.
- (EN) Hugh L. Montgomery, Robert C. Vaughan, Multiplicative Number Theory I: Classical Theory, Cambridge University Press, 2006, ISBN 0-521-84903-9.